# Cypripedium parviflorum

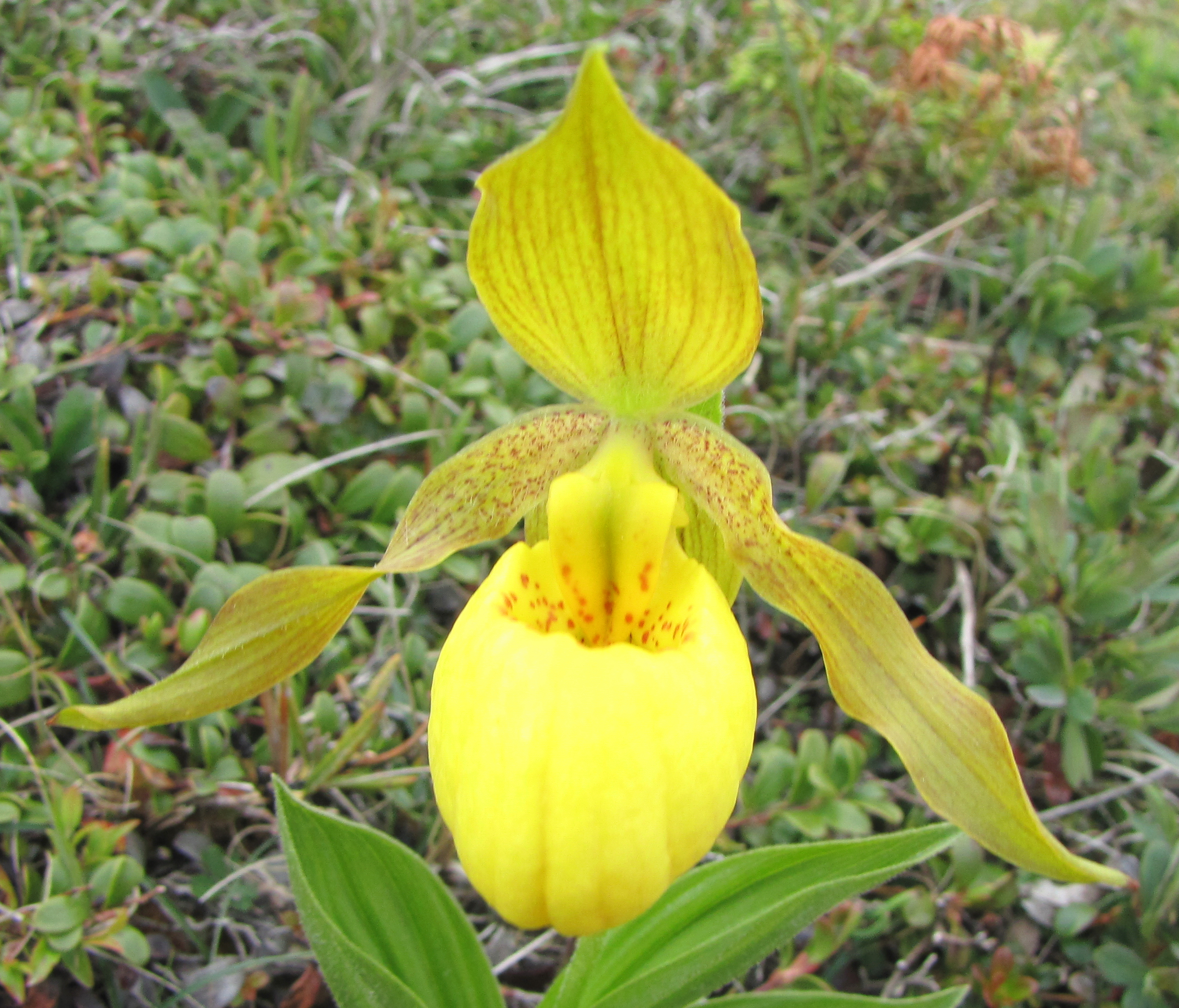
Greater Yellow Lady's-slipper, var. pubescens Port au Choix, NL

Cypripedium parviflorum tên tiếng Anh (Greater) Yellow Lady's Slipper hay Mocassin Flower là một loài lan được tìm thấy ở Bắc Mỹ.

## Hình ảnh

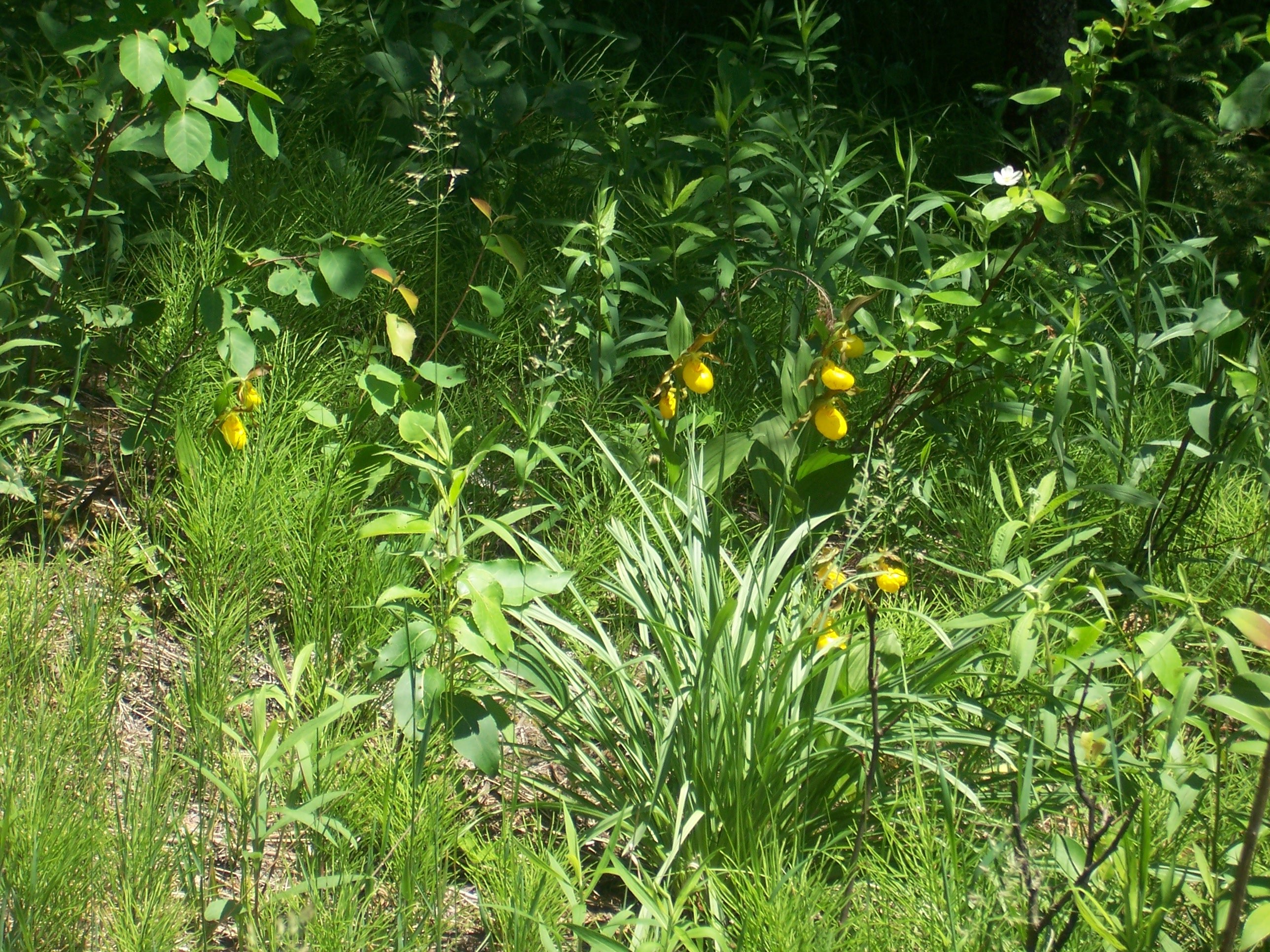
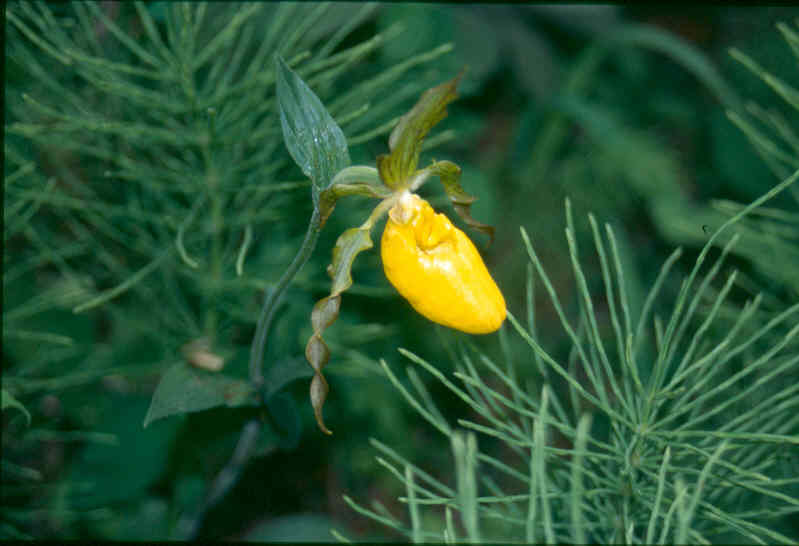
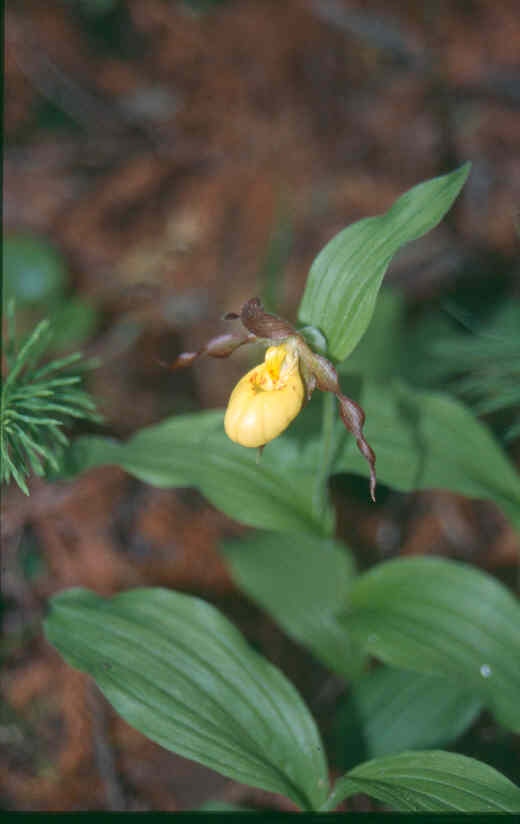
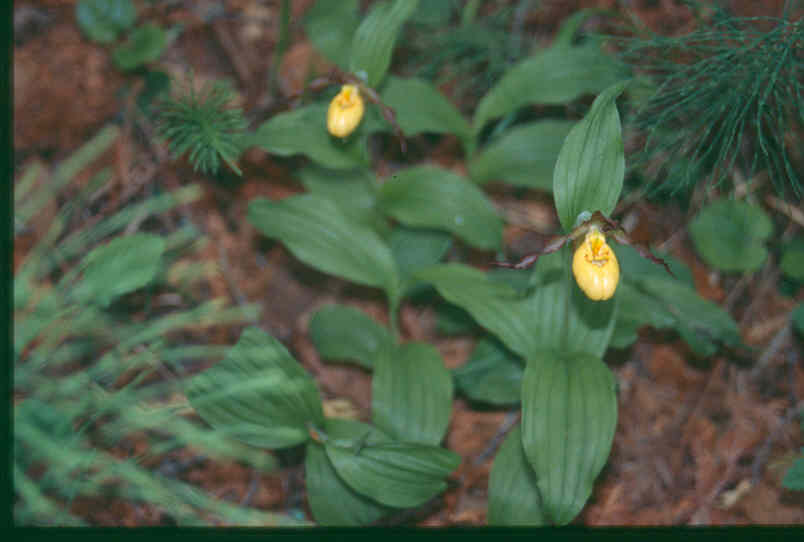